# Silent Hill: Revelația
Silent Hill: Revelația (titlu original: Silent Hill: Revelation) este un film de groază din 2012 regizat de M. J. Bassett. Rolurile principale au fost interpretate de actorii  Adelaide Clemens, Kit Harington, Martin Donovan, Malcolm McDowell și Carrie-Anne Moss, în timp ce Sean Bean, Deborah Kara Unger și Radha Mitchell au reinterpretat rolurile din primul film, Silent Hill (2006). Ambele filme sunt bazate pe seria de jocuri video Silent Hill. 

## Distribuție
- Adelaide Clemens - Heather Mason / Sharon Da Silva
- Kit Harington - Vincent Smith
- Sean Bean - Harry Mason / Christopher Da Silva[13]
- Carrie-Anne Moss - Claudia Wolf
- Malcolm McDowell - Leonard Wolf
- Martin Donovan - Douglas Cartland[14]
- Deborah Kara Unger - Dahlia Gillespie
- Radha Mitchell - Rose Da Silva
- Heather Marks - Suki
- Roberto Campanella - Pyramid Head[15]
- Erin Pitt - tânăra Alessa Gillespie
- Peter Outerbridge - Travis Grady, un personaj din Silent Hill: Origins